# キヤノン EOS D30

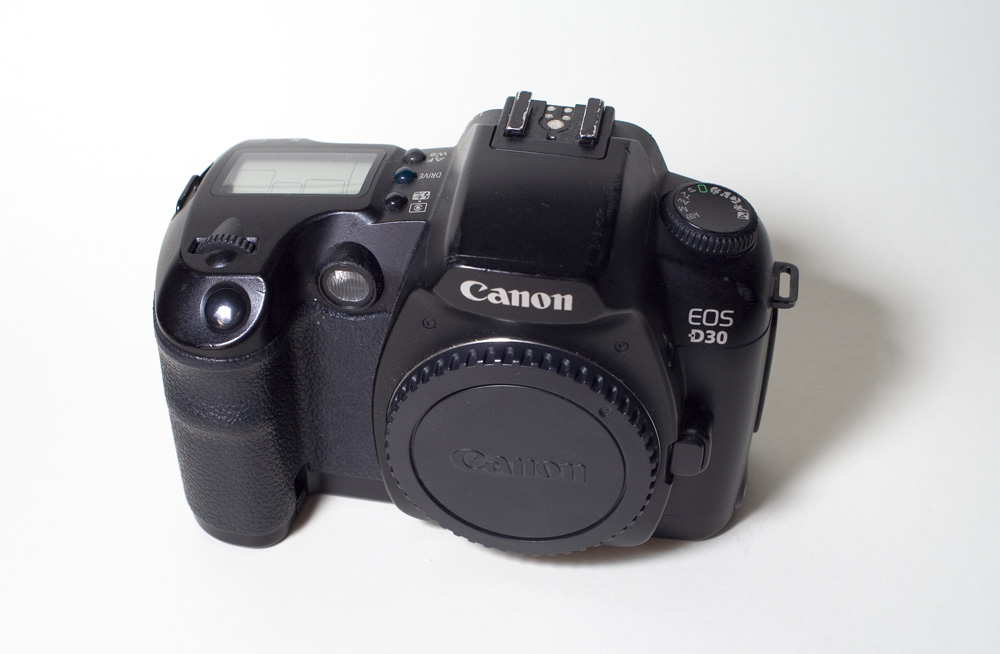
EOS D30

キヤノン EOS D30（キヤノン イオス ディーさんじゅう）は、2000年10月に発売されたキヤノンのデジタル一眼レフカメラである。
本項では、後継機のEOS D60についても記述する。

## 概要
キヤノンのデジタル一眼レフカメラ初のミドルクラス機。現在のEOS 90Dへと引き継がれるミドルクラスデジタル一眼レフカメラの先駆けとなった。ステンレス合金製シャシーやエンジニアリングプラスチック製外装を使用することにより、デジタル一眼レフカメラでは、当時世界最小・最軽量を誇った。

## 主な仕様
- 形式：フォーカルプレーンシャッター式一眼レフレックスAF･AEデジタルカメラ
- 記憶媒体：コンパクトフラッシュ（Type I, II準拠）、マイクロドライブ
- レンズマウント：キヤノンEFマウント（EF-Sレンズ使用不可）
- 撮像素子：APS-Cサイズ高感度・高解像度大型単板CMOSセンサー（15.1×22.7mm）
- 有効画素数：約311万画素（総画素数325万画素）
- ホワイトバランス：オート、マニュアル
- ファインダー
  - 形式：ペンタプリズム使用、アイレベル式
  - 視野率：上下左右95%
  - 倍率：0.88倍
- 測光方式：35分割SPC使用・TTL開放測光（評価測光、部分測光、中央部重点平均測光）
- 露出制御方式：プログラムAE（シフト付）、シャッター優先AE、絞り優先AE、自動深度優先AE
- 感度：ISO100～1600
- 露出補正：1/2,1/3ステップ、±2段
- フォーカス：オート、TTL二次結像位相差検出方式（測距点3点）
- シャッター
  - 形式：縦走りフォーカルプレーン式・全速電子制御シャッター
  - シャッター速度：1/4000～30秒（1/x段ステップ）、バルブ、X=1/200秒
  - 連続撮影速度・枚数：最高3コマ／秒、8枚
- フラッシュ
  - 対応フラッシュ：EOS用スピードライト
  - 内蔵フラッシュ：ガイドナンバー12（ISO100相当・m）
  - 調光方式：E-TTL自動調光
- 電源：リチウムイオンバッテリーパック BP-511
- 大きさ・重量（幅×高さ×奥行き）：149.5×106.5×75.0mm、780g

## EOS D60

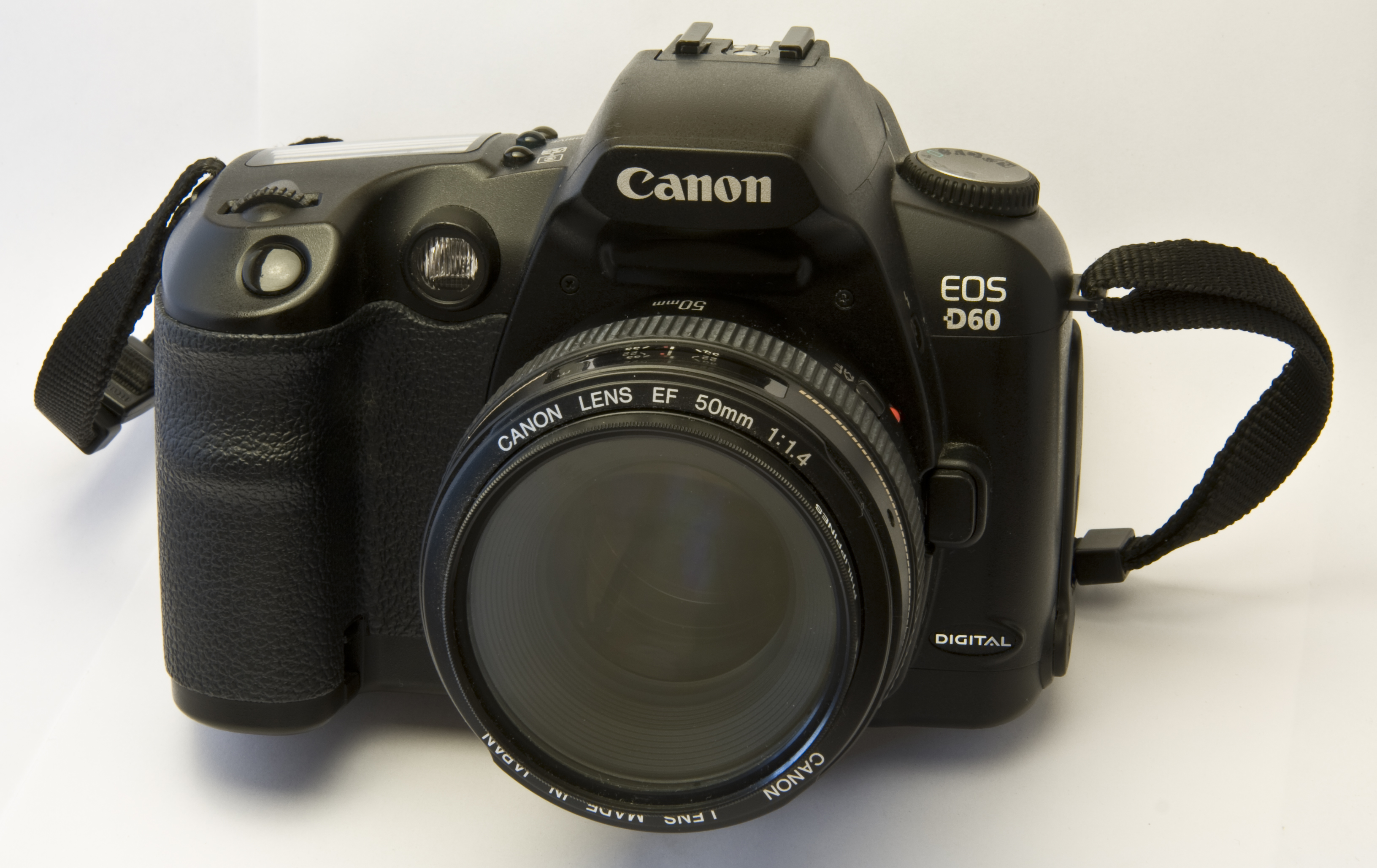
EOS D60

2002年3月に発売されたEOS D30のマイナーチェンジ機。CMOSセンサーの画素数が630万画素（総画素数650万）に引き上げ、さらに低ノイズ設計により、ノイズリダクション処理が不要となった。
2003年3月、後継機EOS 10Dの発売により生産終了した。